# Rebeka Abramovič
Rebeka Abramovič (Lubiana, 6 novembre 1993) è una cestista slovena.

## Carriera
Con la Slovenia ha disputato i Campionati europei del 2017.